# Frederik Ebbesen
Frederik Ebbesen (16. februar 1768 i Sjellerup, Egen Sogn på Als – 22. april 1836 i Slesvig by) var en dansk præst og stænderdeputeret.

## Kirkelig karriere
Hans forældre var billedhugger (drejer og snedker) Frederik Ebbesen (efterkommer af træskærer Friedrich Ebbesen) og Anna Marie Müller. Han dimitterede fra Odense lærde Skole 1789 og blev cand.theol. 1794. Han var den første kandidat til at bestå med udmærkelse.
Fra 1794 til 1795 var Ebbesen lærer ved  Døtreskolen af 1791, men da han blev afskediget herfra på grund af uenighed med direktionen, forsvarede han sig (1795) i en pjece; det eneste, han vides at have udgivet. Han blev så i 1796 residerende kapellan i Nordborg og 1805 sognepræst i Svenstrup Sogn på Als, hvilket han var til sin død 1836. Fra 1808 til 1819 var han tillige konstitueret amtsprovst på Als og fik i 1819 rang som amtsprovst, selvom biskop Stephan Tetens selv overtog provstiet.

### Oplysningsmand
Frederik Ebbesen var rationalist og lod denne filosofi påvirke sin gerning. Ebbesen var godt hjemme i den danske kirkelige lovgivning og hævdede ved enhver lejlighed Alses danske kirkelige stilling. Han var i øvrigt en brav og retskaffen karakter. Kirkeligt fik han trods en del modstand indført Evangelisk-kristelig Salmebog (1811). Til konfirmanderne kunne han forklare: "I maa ikke tage Herrens navn forfængeligt, men trænger I indimellem til at sætte en Trumf paa, så sig hellere "for Fanden", for der er jo ingen Djævel til". I 1807 beordrede han gabestokken ved kirken fjernet. 
Da han nærmest ved et uheld på en auktion kom i besiddelse af gården Gøllinggård, oprettede han her et teglværk, en kalkovn, senere et garveri og muligvis også et spinderi. Det faldt nogle i sognet for brystet, og indsendte en klage til kong Frederik VI, men da Ebbesen svarede, at han skaffede flere familier brødet, blev sagen henlagt.
I 1797 etablerede han en sognebogsamling og fik herfor Landhusholdningsselskabets store sølvmedalje. Han var selv korresponderende medlem af selskabet og var meget optaget af landbrugets fremgang, bl.a. ved mergling og dræning. Han lod også en ny præstegård med nyt haveanlæg opførte, og han fik kirkegården anlagt som et haveanlæg.

## Stænderdeputeret
Han blev 1834 valgt til medlem af den første slesvigske stænderforsamling, hvor han utvivlsomt har sluttet sig til den danske minoritet, men han døde efter en tale under forsamlingens første møde den 22. april 1836. Han var den eneste ikke-bonde fra en nordslesvigsk landkreds. Som herredsprovst hævdede han ved enhver lejlighed øens tilknytning til Danmark.

## Ægteskaber
1. Gift første gang: 7. april 1797 i Nordborg med Anna Margrethe Vogelsang (9. december 1778 på Solbjerggård - 20. maj 1828 i Svenstrup), datter af parcellist Mathias Jensen Vogelsang, Solbjerggård og Margrethe Mortensdatter With af Ketting)
2. Gift anden gang: 17. oktober 1828 i Egen Kirke med Brigitte Margrethe Ahlmann (21. maj 1801 i Adsbøl - 16. februar 1879 i Guderup), datter af sognepræst i Egen Hans Ahlmann og Anna Dorothea Marie "Doris" Gorrisen)

Hans anden kone var af tysk familie, og i hendes hjem i Guderup kom hertugen og hans datter Caroline Amalie, der blev gift med prins Christian (VIII) Frederik. I sin guvernørtid kom prinsen jævnligt til Als, og ifølge kirkekrøniken besøgte han Ebbesen i 1816, 1818 og 1830.